# Dalmine
Dalmine és un municipi italià, situat a la regió de la Llombardia i a la província de Bèrgam. L'any 2004 tenia 22.326 habitants.